# Shuin

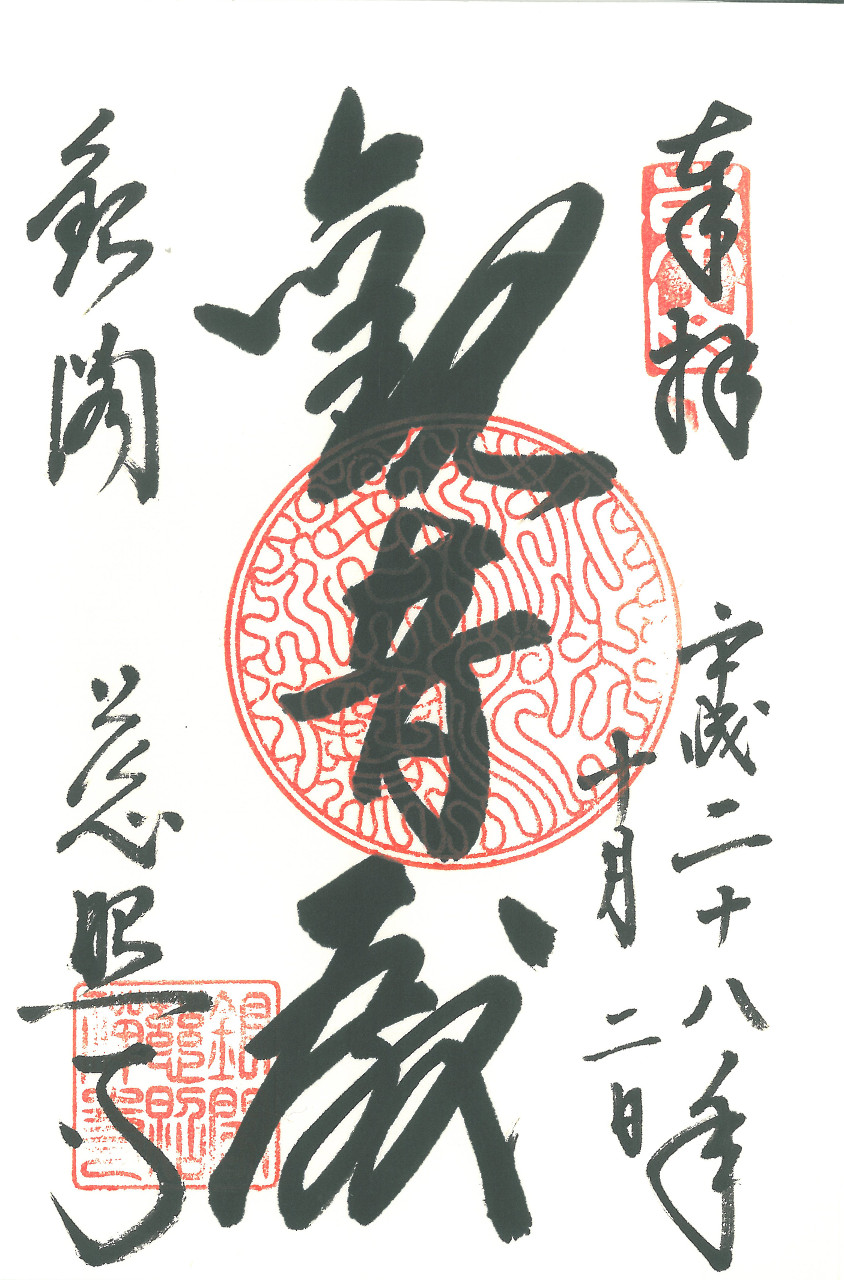
Tempelstempel und Kalligrafie des Ginkaku-ji,
2. Oktober Heisei 28

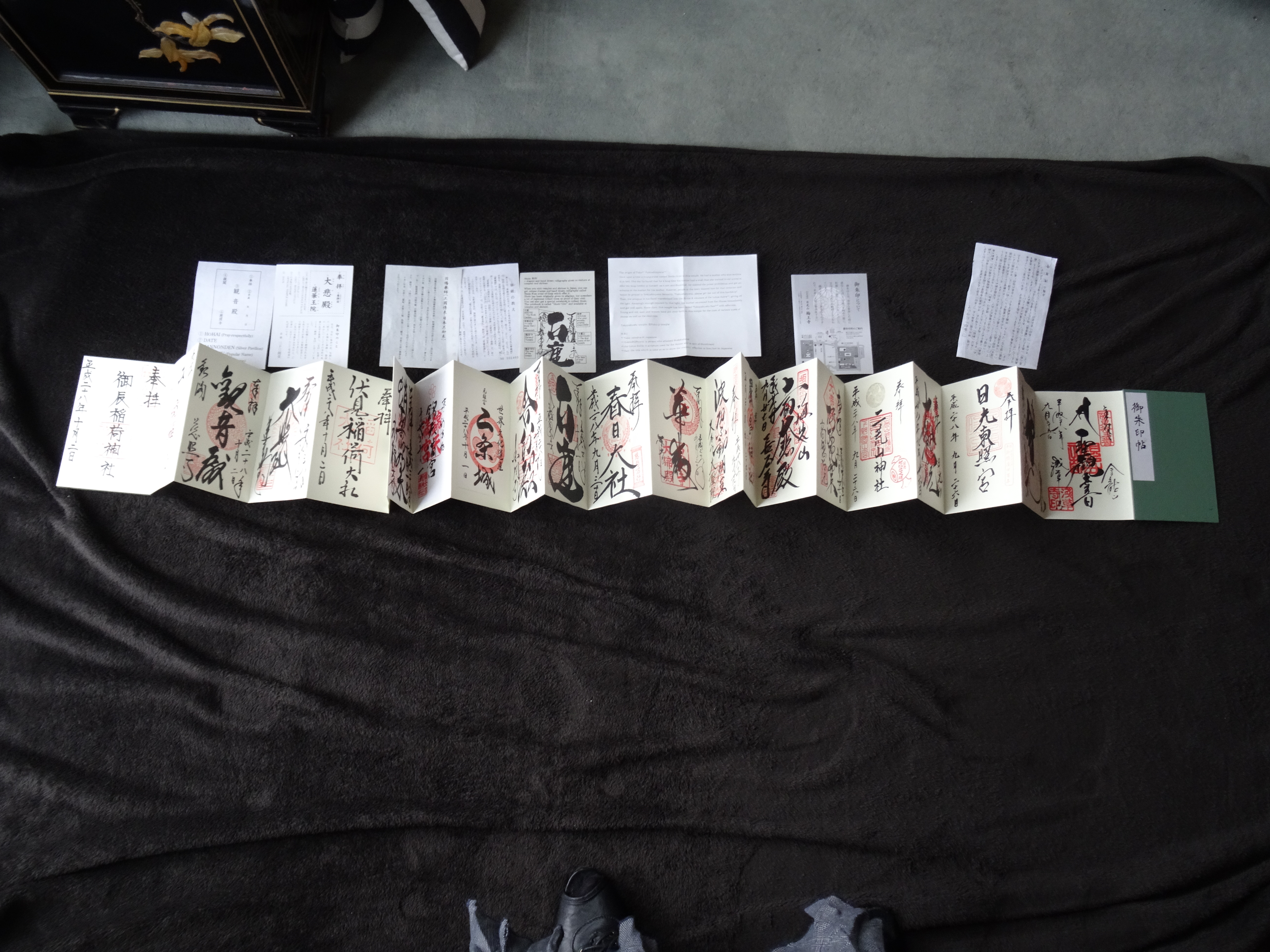
Aufgeblättertes Goshuinchō (ehrenwertes Rotsiegelbuch) mit einigen Löschblättern

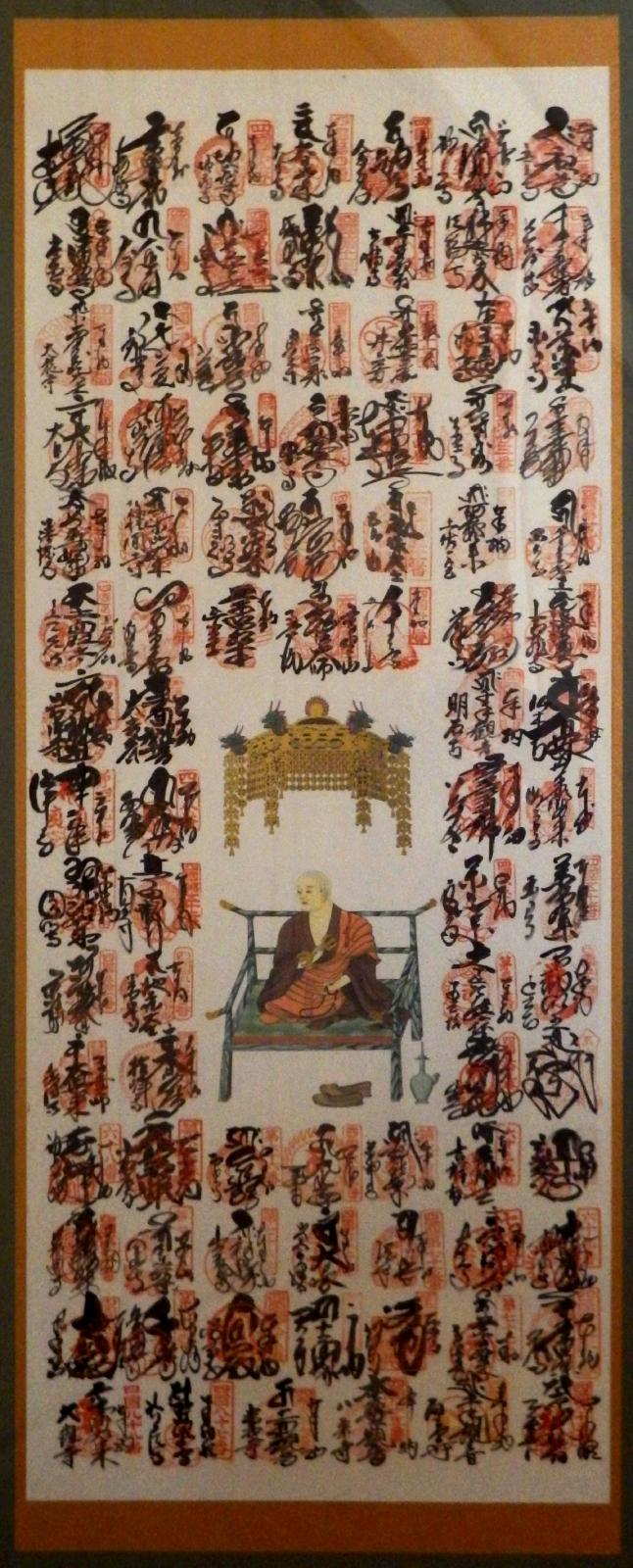
Sammlung von Shuin der 88 Stationen des Shikoku Junrei, 2017

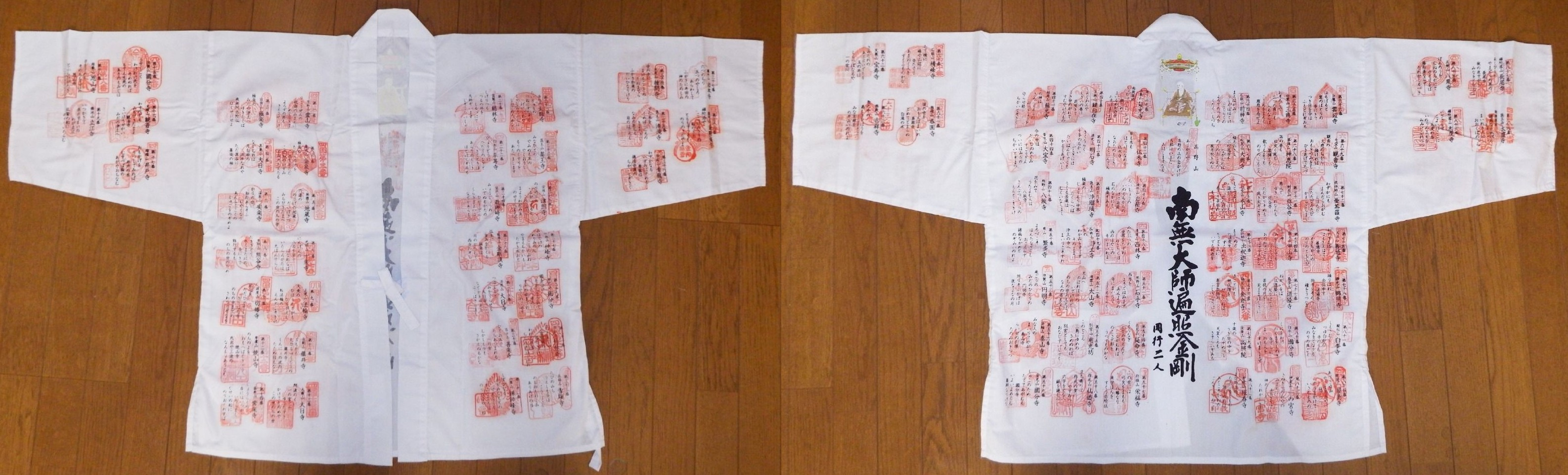
Goshuin der 88 Stationen des Shikoku-Pilgerwegs auf einem Hakui, 2016

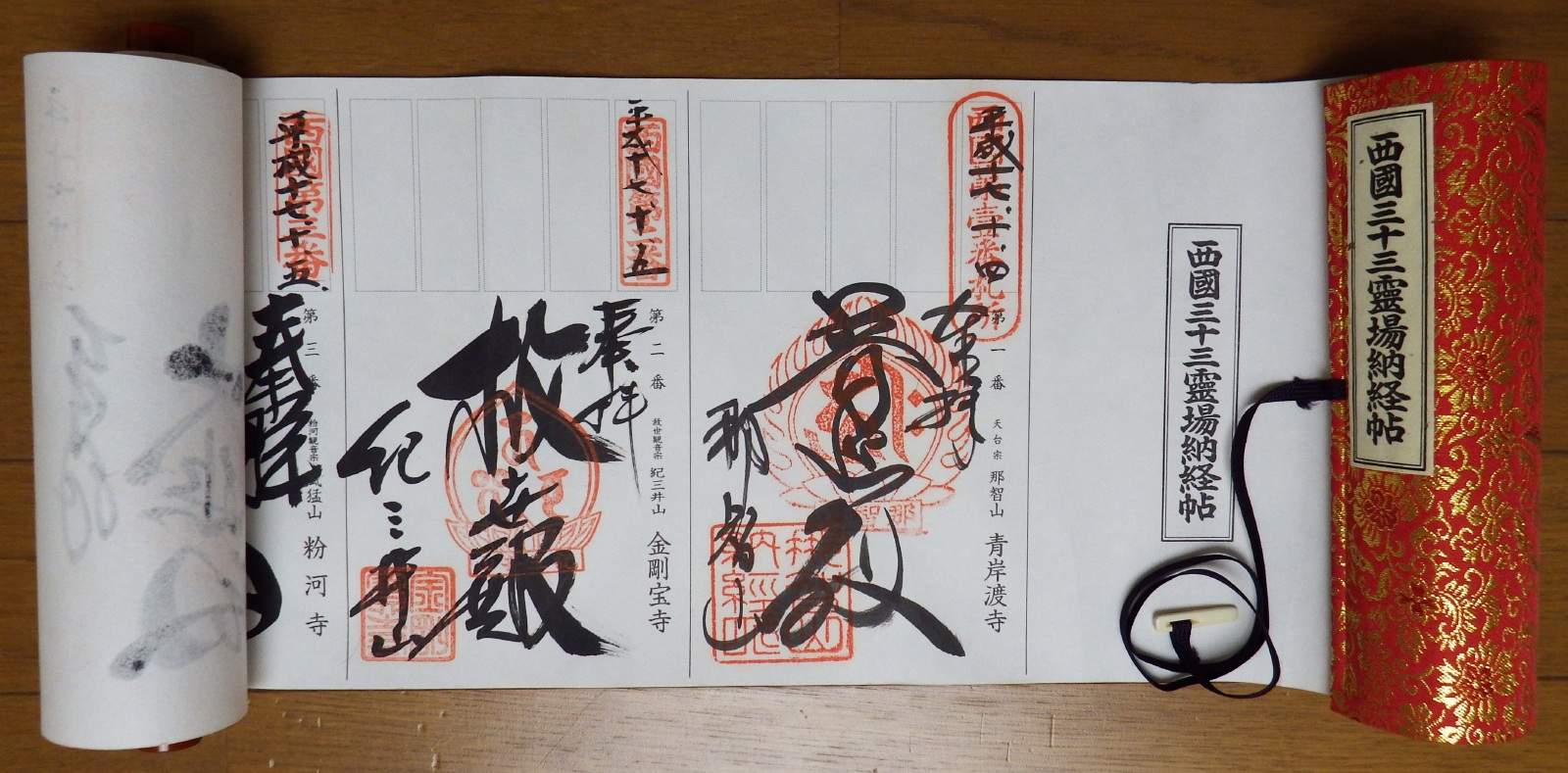
Schriftrolle mit Shuin des Saigoku Sanjūsansho (dt. „Pilgerweg entlang der 33 Orte in den westlichen Landen“), 2016

Ein Shuin (jap. 朱印, dt. „rotes Siegel“) ist ein kalligrafisch kommentierter Siegelstempelabdruck, den Pilger und Besucher in vielen buddhistischen Tempeln und Shintō-Schreinen in Japan erhalten können. Da sie mit Ehrerbietung betrachtet werden, ist mit dem Honorativpräfix Go- auch die Bezeichnung Goshuin (御朱印) möglich.

Oft werden die Shuin durch die Pilger in besonderen Büchern gesammelt, die Shuinchō (朱印帳) / Goshuinchō (御朱印帳) oder Nōkyōchō (納経帖) genannt werden.
Es besteht auch die Möglichkeit, die Goshuin auf dem Hakui oder Oiziru (白衣) genannten weißen Pilgergewand zu sammeln.

## Bedeutung
Shuin werden in Japan seit der Edo-Zeit gesammelt und waren möglicherweise zunächst Bestätigungen für kopierte Sutren, einer Gebetsübung der Pilger und zudem persönliche Reisedokument der Pilgerschaft.
Die gesammelten Shuin können nach dem Ableben am offenen Sarg des Verstorbenen aufgefaltet ausgelegt werden, um die spirituellen Verdienste des Pilgers aufzuzeigen.
Auf besonderen buddhistischen Pilgerwegen wie beispielsweise dem 33 Stationen umfassenden Saigoku-Pilgerweg oder dem 88 Stationen umfassenden Shikoku-Pilgerweg wurden und werden für die Shuin bewusst eigene Nōkyōchō verwendet.
Es ist möglich, das an einem Tempel mehr als ein Shuin erstellt werden kann, wenn in diesem Tempel mehrere heilige Stätten oder verschiedene Buddha-Statuen verehrt werden. Es gibt auch eigene Shuin zu bestimmten Pilgerzeiten.
Tempel des Jōdo-Shinshū lehnen das Erstellen von Shuin jedoch ab.
Der Beginn der Reiwa-Zeit (jap. 令和時代, Reiwa-jidai) zum 1. Mai 2019 war für viele Japaner ein Grund, einen Schrein aufzusuchen, und ein Shuin zu erbitten. Dies führte teilweise zu langen Warteschlangen.

## Erstellung
Im Jahr 2016 (jap. Heisei 28) konnte man sich als Besucher die Erstellung eines Shuin meist gegen eine Spende von 300 Yen im Tempelbüro erbitten, nun haben einige Tempel zum Teil wegen erhöhter Anfragen die Preise angehoben.
Ein Shuin wird an einem Tempel von buddhistischen Mönchen oder bei einem Shintō-Schrein von Kannushi oder Miko erstellt.
Dazu händigt man ihnen das Shuinchō aus und erhält meist eine Wartenummer. Bei einigen Tempeln kann man der Erstellung des Shuin zusehen, wobei das Fotografieren meist nicht erwünscht ist.
Neben meist roten Abdrucken ein oder mehrerer Stempel werden durch den Ersteller in schwarzer Kalligrafie weitere Namen des Tempels, der Tag des Besuches und eine Segensformel auf das weiße Papier des Shuinchō geschrieben. Die dem frischen Eintrag gegenüberliegende Seite wird dann durch ein Stück Löschpapier geschützt. Dieses kann mit weiteren Segenssprüchen, einer Erläuterung des Shuin und/oder einer Übersetzung bedruckt sein.
Manchmal sind auch vorgedruckte/vorgeschriebene lose Blätter erhältlich, die in das Shuinchō eingeklebt werden können. Es ist angebracht, sich bei der Rückgabe des Shuinchō für die Erstellung des Shuin zu bedanken.